# Žralok širokonosý
Žralok širokonosý (Notorynchus cepedianus) je druh žraloka z čeledi šedounovití, který se vyskytuje v kapsovitých populacích v pobřežních vodách Indického, Tichého a jižní části Atlantského oceánu. Typicky obývá vody kontinentálních šelfů do 100m hloubek, občas však zamíří i do hlubších vod k 600 m. Dosahuje délky 3 metrů a ve svém habitatu představuje jednoho z vrcholových predátorů; konkurují mu jen žralok bílý a kosatka dravá, kteří jej občas i loví. Živí se rybami, rejnoky, jinými druhy žraloků i mořskými savci, na které útočí ze zálohy.
Člověku je potenciálně nebezpečný a je známo hned několik nevyprovokovaných nefatálních útoků. Hlavní ohrožení druhu představuje úmyslný i nechtěný lov, který způsobuje úbytek populace. Areál výskytu žraloka širokonosého se totiž z velké části překrývá s oblastmi intenzivního rybolovu. Jedná se o zranitelný druh.

## Systematika
Druh formálně popsal francouzský přírodovědec a cestovatel François Péron v roce 1807. Rodové jméno Notorynchus pochází z řeckého notos („černý“) a rhynchos („čumák“). Druhové jméno cepedianus je poctou francouzskému přírodovědci Bernardovi Germaianovi de Lacépèdemu.
Jedná se o jediného recentního zástupce rodu Notorynchus, v rámci kterého je nicméně známa řada fosilních druhů.

## Areál výskytu

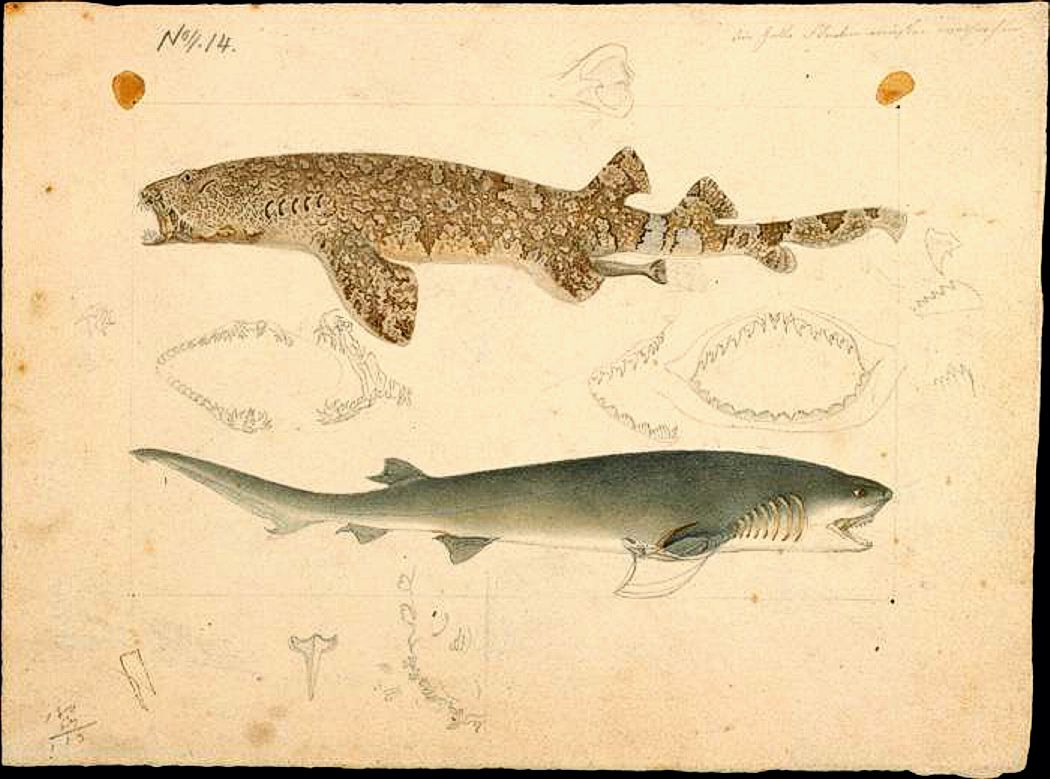
Ilustrace wobegonga queenslandského (nahoře) a žraloka širokonosého (19. století)

Jedná se o široce, avšak kapsovitě rozšířeného žraloka jižního Atlantiku, Indického a Tichého oceánu. V jižním Atlantiku areál rozšíření zahrnuje pobřeží Jižní Ameriky od jižní Brazílie po Argentinu, v jihovýchodním Atlantiku to je africké pobřeží od Namibie po Jihoafrickou republiku. V Indickém oceánu areál výskytu zahrnuje Indii, v Pacifiku to je Austrálie, Nový Zéland, Japonsko, Korea, Čína a poté východní Pacifik od Britské Kolumbie přes USA včetně Kalifornského zálivu po Mexiko, a dále pak Chile. V tropických vodách se typicky nevyskytuje, nicméně byl zaznamenán i v Kolumbii.
Jedná se o jediný druh šedounovitého žraloka, který obývá mělké vody. I když se může vyskytovat ve vodách do hloubky nejméně 570 m, typicky žije do cirka 100 metrů v blízkosti pobřeží. V místech výskytu je častým obyvatelem zátok a v době přílivu může hledat i potravu ve wattech, tzn. bahnité části pobřeží, které bývá za odlivu odhaleno a za přílivu zaplaveno. Vedle písčitých a bahnitých podloží obývá i skalnaté útesy obrostlé chaluhovými lesy. V některých oblastech podniká sezónní migraci – např. samci obývající vody kolem tasmánského Hobartu se koncem podzimu stahují na sever do teplejších kontinentálních vod Austrálie kolem Nového Jižního Walesu. Počátkem léta se zase vrací k Tasmánii.

## Popis
Zatímco novorozeňata jsou dlouhá 34–45 cm, dospělé samice měří kolem 220 cm (maximálně až k 300 cm) a dospělí samci 150–180 cm (maximálně k 250 cm). 291 cm dlouhá samice vážila 182 kg, juvenilní jedinci o 70–125 cm však váží pouze 2–9 kg. Tělo je shora šedé až hnědé, zespoda světlejší. Hlavně horní strana je pokryta malými černými nebo občas bílými tečkami. Pokud je žralok širokonosý umístěn do mořského akvária, během několika týdnů tyto tečky zmizí, což je patrně reakce na umělé osvětlení. Hlava je široká s tupým koncem, širokou tlamou a malýma očima. Má jednu hřbetní ploutev a 7 párů žaberních štěrbin. Počet obratlů osciluje mezi 123–130. V horní čelisti se ukrývá 21–42 zubů, ve spodní 20–37. Zatímco zuby horní čelisti jsou dlouhé a zašpičatělé, zuby spodní čelisti jsou nižší, široké a pilkovitě vroubkované.

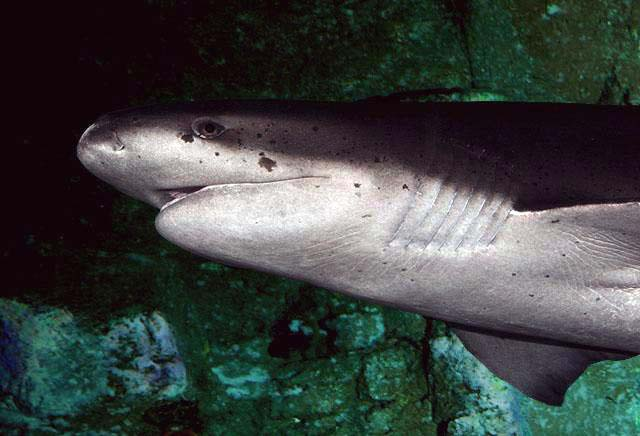
Přední část těla se sedmi žaberními štěrbinami
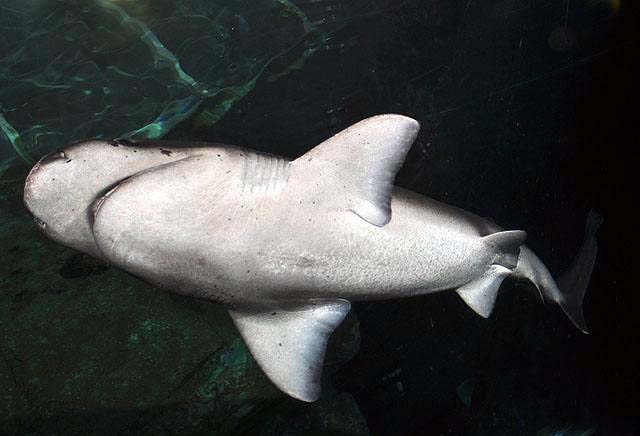
Břišní část
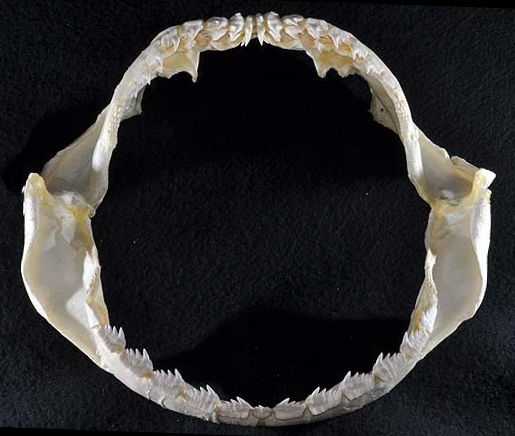
Čelisti
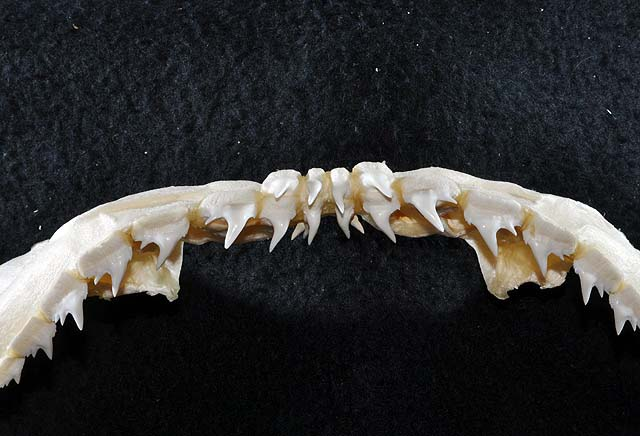
Špičaté zuby horní čelisti
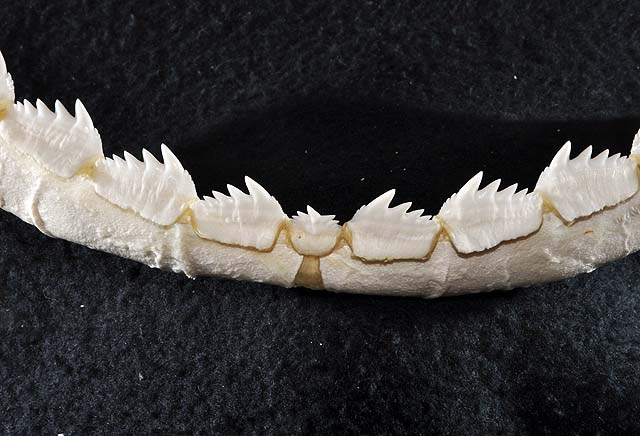
Pilkovité zuby spodní čelisti

## Biologie

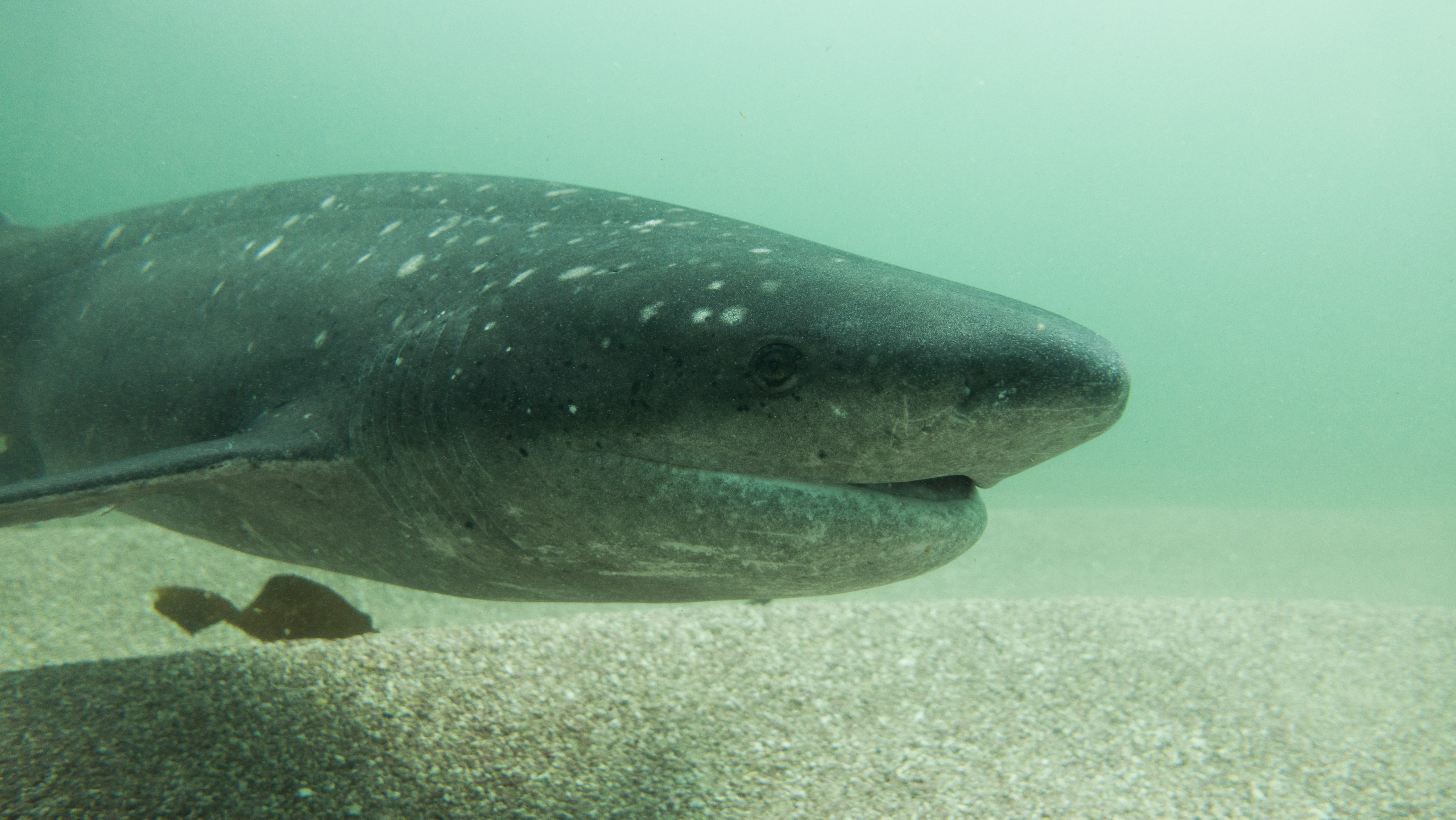
Detail hlavy žraloky širokonosého

Je aktivní hlavně v noci, v době zatažené oblohy a v zakalněných vodách. Tento silný plavec se většinou jen pomalu pohybuje podél dna, občas i u hladiny; na kořist se však dovede vrhnout velmi rychle. Nicméně pro chňapnutí kořisti typicky využívá útok ze zálohy spíše než rychlost plavání. V místě svého výskytu se jedná o vrcholového predátora, do jehož jídelníčku patří rejnoci, žraloci, kostnaté ryby i mořští savci. Ze žraloků byl v jídelníčku žraloka širokonosého zaznamenán hladkoun hnědý (Mustelus henlei) nebo hladkoun leopardí (Triakis semifasciata). Z rejnoků to byli siba kalifornská (Myliobatis californica) a rejnok dvouoký (Beringraja binoculata). Z další kořisti lze jmenovat lososovité ryby, gavúnovce kalifornského (Atherinopsis californiensis), mihuli trojzubou (Entosphenus tridentatus) nebo příbojovku bílou (Phanerodon furcatus). Z mořských savců byl v jídelníčku žraloka širokonosého zaznamenán lachtan kalifornský.

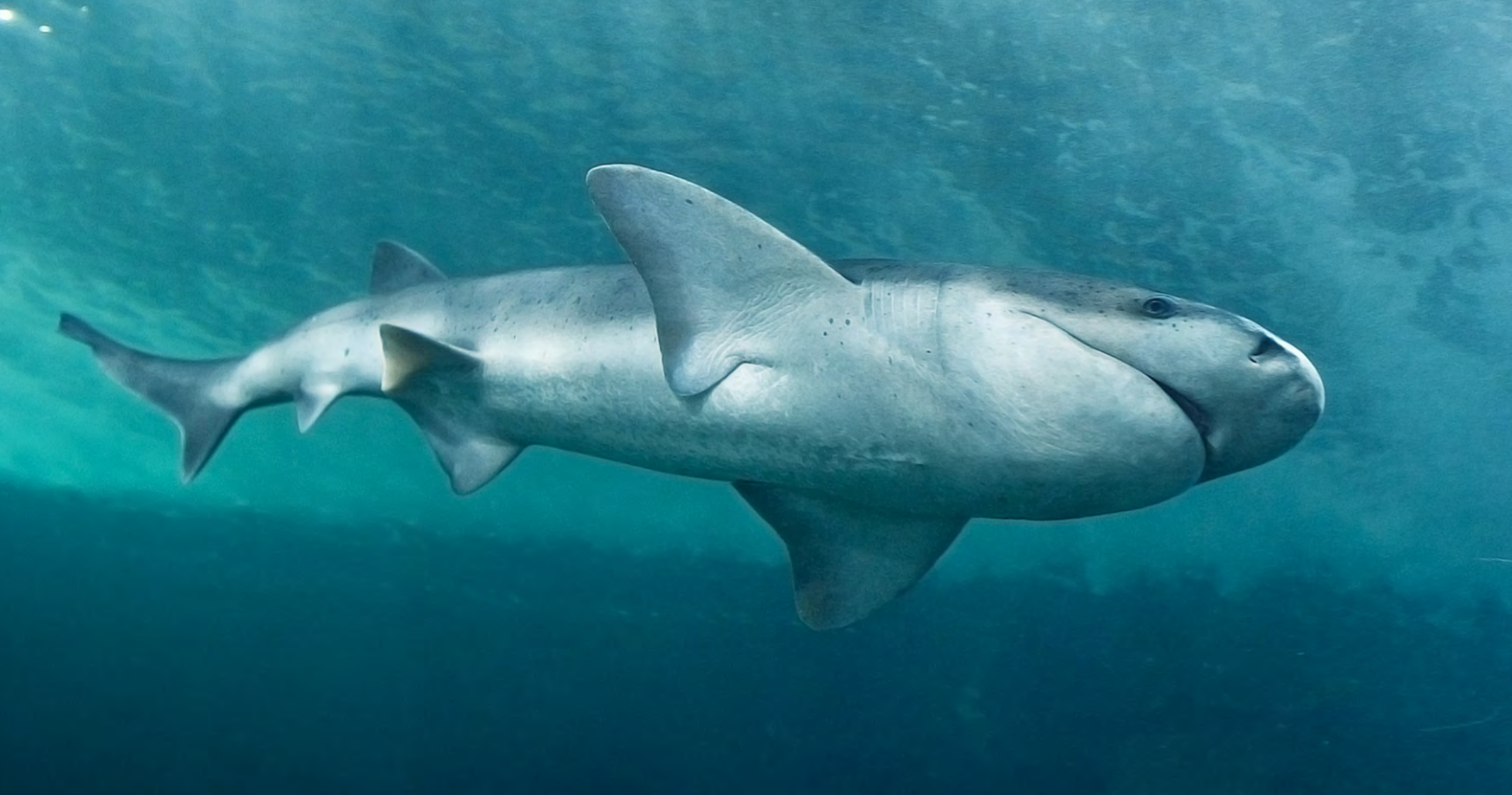
Žralok širokonosý v mořském akváriu Aquarium of the Bay

Jedním z hlavních predátorů žraloků širokonosých je kosatka dravá, která na tyto žraloky pravidelně útočí u břehů Jihoafrické republiky. Tamější kosatky ze žraloků vyžírají jen játra. V roce 2023 bylo dokonce pozorováno, jak dvojice kosatek zabila nejméně 17 žraloků širokonosých během jediného dne. K dalším přirozeným predátorům žraloka širokonosého patří žralok bílý, nicméně v mořském akváriu byl pozorován útok několika žraloků širokonosých na žraloka bílého.
Samec dosahuje pohlavní dospělosti po dosažení délky kolem 150 cm, samice kolem 220 cm. Jedná se o vejcoživorodý druh. Podobně jako u řady jiných žraloků, i samice žraloka širokonosého má dva vaječníky. O samotné biologii rozmnožování je známo jen minimální množství informací založené na útržkovitých svědectvích. K rozmnožování snad dochází na jaře a v létě. Samice zabřezne asi jen jednou za dva roky a rodí 67–104 mláďat. Může se dožít nejméně 32 let.

## Ohrožení a populace

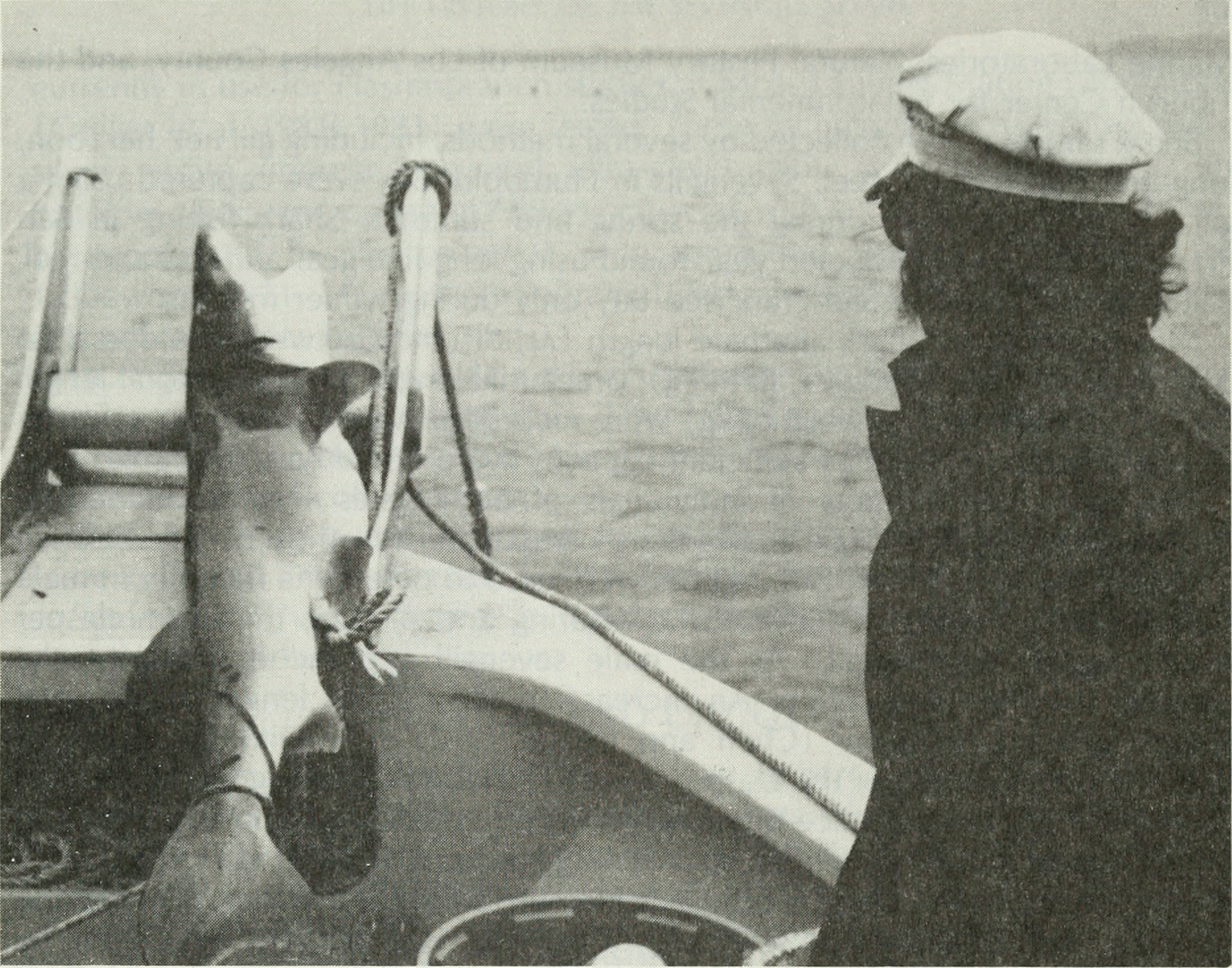
Ulovený žralok širokonosý v Kalifornii

Genetická data napovídají, že žraloka širokonosého lze rozdělit do třech geneticky odlišných populací, které se mezi sebou jen minimálně nebo vůbec nemísí. Tyto populace lze rozdělit na východní Pacifik, jihozápadní Pacifik a jižní Atlantik. V místech svého výskytu je poměrně početný a např. u břehů jižní Afriky se dokonce jedná o jednoho z nejpočetnějších žraloků.
Většina areálu rozšíření žraloka širokonosého se kryje s oblastmi intenzivního rybolovu, což způsobuje značný tlak na populaci tohoto žraloka. Druh je totiž jak chtěně, tak nechtěně chytán. Souhrnná populační data sice nejsou k dispozici, avšak z některých místních dat lze vyvodit, že jeho početnost ustupuje. Např. jen v argentinském zálivu Samborombón bylo za jediný den odchyceno 97 žraloků širokonosých. Ať už chycen nechtěně nebo cíleně, ze žraloka se využívá maso, kůže i jaterní olej. K dalším ohrožením patří výstavba a environmentální změny v pobřežních oblastech, primárním habitatu druhu. Následkem předpokládaného populačního úbytku a pokračujícím hrozbám je druh hodnocen jako zranitelný.

## Vztah k lidem
Žralok širokonosý může být lidem potenciálně nebezpečný. Zvláště v případě předchozích provokací se může chovat agresivně. Útoky byly pozorovány i na rybáře nebo potápěče mořských akvárií. Ke zdokumentovaným útokům patří např. incident z roku 2013, kdy se žralok širokonosý v novozélandském Fiordlandu bez předchozích provokací zakousl potápěči do nádoby z kyslíkem a poté přímo do potápěčovy hlavy, načež jej jiný potápěč odehnal ránou do rypáku. Z Nového Zélandu pochází i případ z roku 2020, kdy se žralok širokonosý zakousl do nohy surfařky, nebo incident z toku 2023, kdy se tento žralok pořádně zakousl do nohy člověka v „po kolena hluboké vodě“.
Maso žraloka širokonosého je považováno za jedno nejchutnějších mezi všemi žraloky. Tento druh se občas objevuje v mořských akváriích, kde však většinou dovedl přežít jen několika měsíců.